# Volvopluteus gloiocephalus
A Volvopluteus gloiocephalus é uma espécie de fungo que pertence ao gênero de cogumelos  Volvopluteus da família Pluteaceae na ordem Agaricales. É encontrado em todos os continentes, exceto na Antártica.
Durante a maior parte do século XX, ela foi conhecida pelos nomes Volvariella gloiocephala ou Volvariella speciosa, mas estudos moleculares recentes a colocaram como a espécie-tipo do gênero Volvopluteus, criado em 2011. O píleo desse cogumelo tem cerca de 5 a 15 cm de diâmetro, varia de branco a cinza ou marrom-acinzentado e é bastante pegajoso quando fresco. As lamelas começam brancas, mas logo se tornam rosadas. O estipe é branco e tem uma volva em forma de saco na base. As características microscópicas e os dados da sequência de DNA são de grande importância para separar a V. gloiocephalus das espécies relacionadas. O V. gloiocephalus é um fungo saprófito que cresce em campos gramados e acúmulos de matéria orgânica, como pilhas de composto ou lascas de madeira.

## Taxonomia
Esse táxon tem uma história nomenclatural longa e complicada. Foi originalmente descrito como Agaricus gloiocephalus pelo botânico suíço Augustin Pyramus de Candolle em 1815 e mais tarde sancionado com esse nome por Elias Magnus Fries em 1821. O micologista francês Claude Gillet transferiu-o em 1878 para o gênero Volvaria, criado por Paul Kummer apenas alguns anos antes, em 1871. O nome Volvaria já estava sendo usado, pois havia sido cunhado por De Candolle para um gênero de líquens em 1805. O nome genérico Volvariella, proposto pelo micologista argentino Carlos Luis Spegazzini em 1899, acabaria sendo adotado para esse grupo em 1953, depois que uma proposta para conservar a Volvaria de Kummer contra a Volvaria de De Candolle foi rejeitada pelo Comitê de Nomenclatura de Fungos estabelecido sob os princípios do Código Internacional de Nomenclatura Botânica.
|  | Volvopluteus earlei                                                                   |
|  |                                                                                       |
|  | \| \| Volvopluteus asiaticus \| \| \| \| \| \| Volvopluteus michiganensis \| \| \| \| |
|  |                                                                                       |
|  | Volvopluteus asiaticus                                                                |
|  |                                                                                       |
|  | Volvopluteus michiganensis                                                            |
|  |                                                                                       |

|  | Volvopluteus asiaticus     |
|  |                            |
|  | Volvopluteus michiganensis |
|  |                            |

|  | Volvopluteus earlei                                                                   |
|  |                                                                                       |
|  | \| \| Volvopluteus asiaticus \| \| \| \| \| \| Volvopluteus michiganensis \| \| \| \| |
|  |                                                                                       |
|  | Volvopluteus asiaticus                                                                |
|  |                                                                                       |
|  | Volvopluteus michiganensis                                                            |
|  |                                                                                       |

|  | Volvopluteus asiaticus     |
|  |                            |
|  | Volvopluteus michiganensis |
|  |                            |

|  | Volvopluteus earlei                                                                   |
|  |                                                                                       |
|  | \| \| Volvopluteus asiaticus \| \| \| \| \| \| Volvopluteus michiganensis \| \| \| \| |
|  |                                                                                       |
|  | Volvopluteus asiaticus                                                                |
|  |                                                                                       |
|  | Volvopluteus michiganensis                                                            |
|  |                                                                                       |

|  | Volvopluteus asiaticus     |
|  |                            |
|  | Volvopluteus michiganensis |
|  |                            |

|  | Volvopluteus earlei                                                                   |
|  |                                                                                       |
|  | \| \| Volvopluteus asiaticus \| \| \| \| \| \| Volvopluteus michiganensis \| \| \| \| |
|  |                                                                                       |
|  | Volvopluteus asiaticus                                                                |
|  |                                                                                       |
|  | Volvopluteus michiganensis                                                            |
|  |                                                                                       |

|  | Volvopluteus asiaticus     |
|  |                            |
|  | Volvopluteus michiganensis |
|  |                            |

Apesar do nome genérico Volvariella ter sido adotado em 1953, o nome Volvariella gloiocephala não existia até 1986, quando a colocação da espécie nesse gênero foi formalmente proposta pelos micologistas Teun Boekhout e Manfred Enderle. O motivo desse longo intervalo é que a maioria dos micologistas do século XX que trabalhavam com Volvariella (como Rolf Singer, Robert L. Shaffer, Robert Kühner, Henri Romagnesi) considerava o epíteto específico gloiocephalus como representando uma variedade com basidiomas escuros de outra espécie de Volvariella, a Volvariella speciosa, que tem basidiomas brancos e, portanto, usaria o nome Volvariella speciosa var. gloiocephala para se referir a esse táxon. Boekhout e Enderle mostraram que os basidiomas brancos e escuros podem surgir do mesmo micélio e que os epítetos gloiocephalus, proposto por De Candolle em 1815, e speciosa, proposto por Fries em 1818, deviam ser considerados como representantes da mesma espécie, sendo que o primeiro teria prioridade nomenclatural. Em 1996, Boekhout e Enderle designaram um neótipo para servir como exemplo representativo da espécie.
O estudo filogenético de Justo e colegas mostrou que a Volvariella gloiocephala e os táxons relacionados são um clado separado da maioria das espécies tradicionalmente classificadas em Volvariella e, portanto, outra mudança de nome foi necessária, agora como a espécie-tipo do gênero recém-proposto Volvopluteus.
O epíteto específico gloiocephalus vem dos termos gregos gloia (γλοία = cola ou substância glutinosa) e kephalē (κεφαλή = cabeça), que significa "com uma cabeça pegajosa", fazendo referência à superfície viscosa da píleo. É comumente conhecida como cogumelo de bainha grande (big sheath mushroom), grisette de bainha rosada (rose-gilled grisette) ou cogumelo de bainha rosada (stubble rosegill).

## Descrição

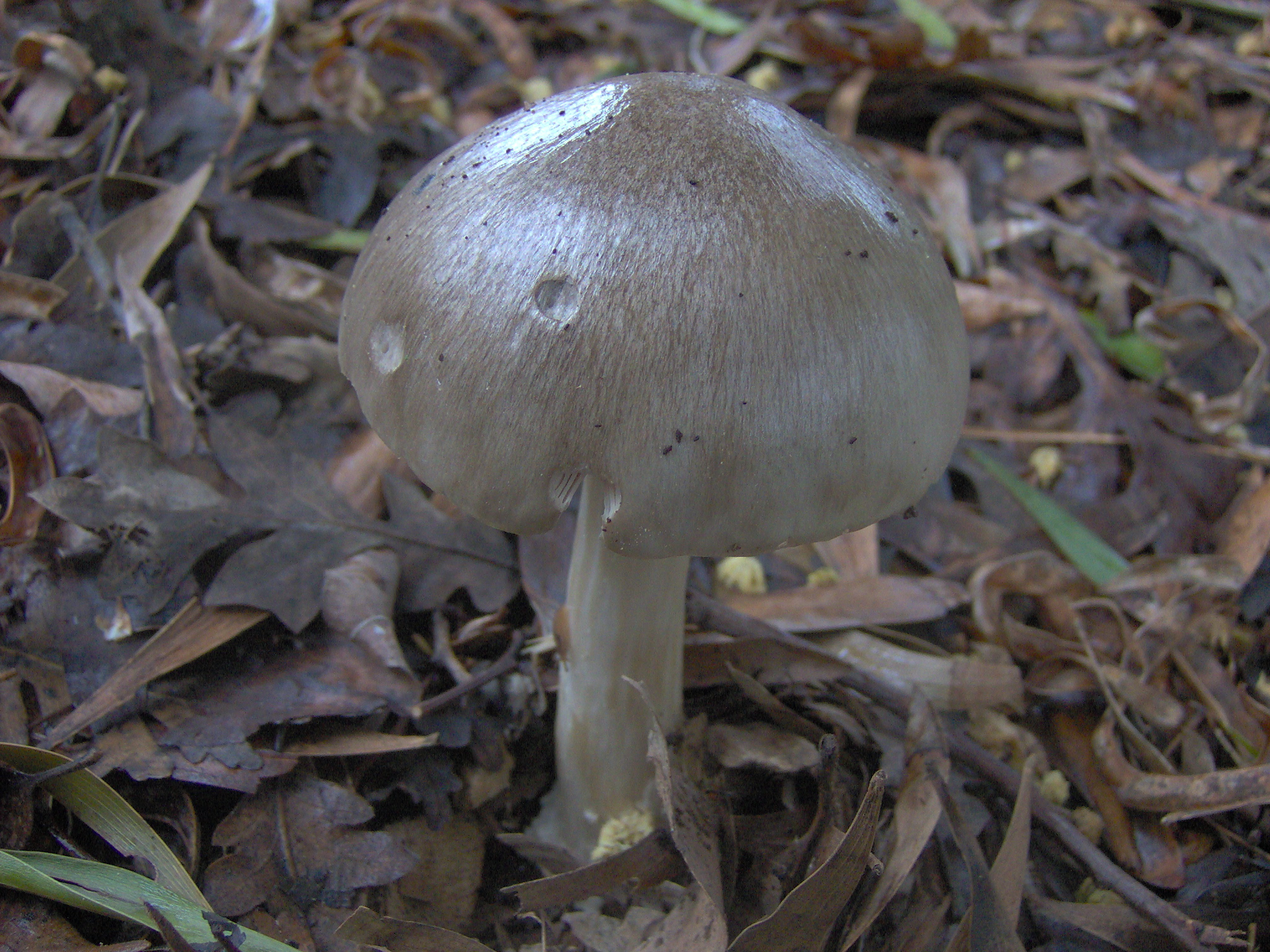
Basidioma com píleo cinza.

O píleo tem entre 5 e 15 cm de diâmetro, é mais ou menos ovalado ou cônico quando novo, depois se expande para convexo ou plano, as vezes com uma leve depressão central em espécimes antigos. A superfície é marcadamente viscosa em basidiomas frescos; a cor varia do branco puro ao cinza ou marrom acinzentado. As lamelas são aglomeradas, livres do estipe, ventriculares (inchadas no meio) e com até 2 cm de largura; são brancas quando novas, mas ficam rosadas com a idade. O estipe tem de 5 a 22,5 cm de comprimento e de 0,7 a 2,5 cm de largura, é cilíndrico e se alarga em direção à base; a superfície é branca, lisa ou levemente pruinosa (coberta com grânulos finos de pó branco). A volva tem de 2 a 3 cm de altura, é saciforme (semelhante a uma bolsa), branca e tem uma superfície lisa. A carne é branca no estipe e no píleo e não se altera quando machucada ou exposta ao ar. O cheiro e o sabor variam de indistinto a parecido com rabanete ou semelhante ao de batatas cruas descascadas. A esporada é marrom-rosada.

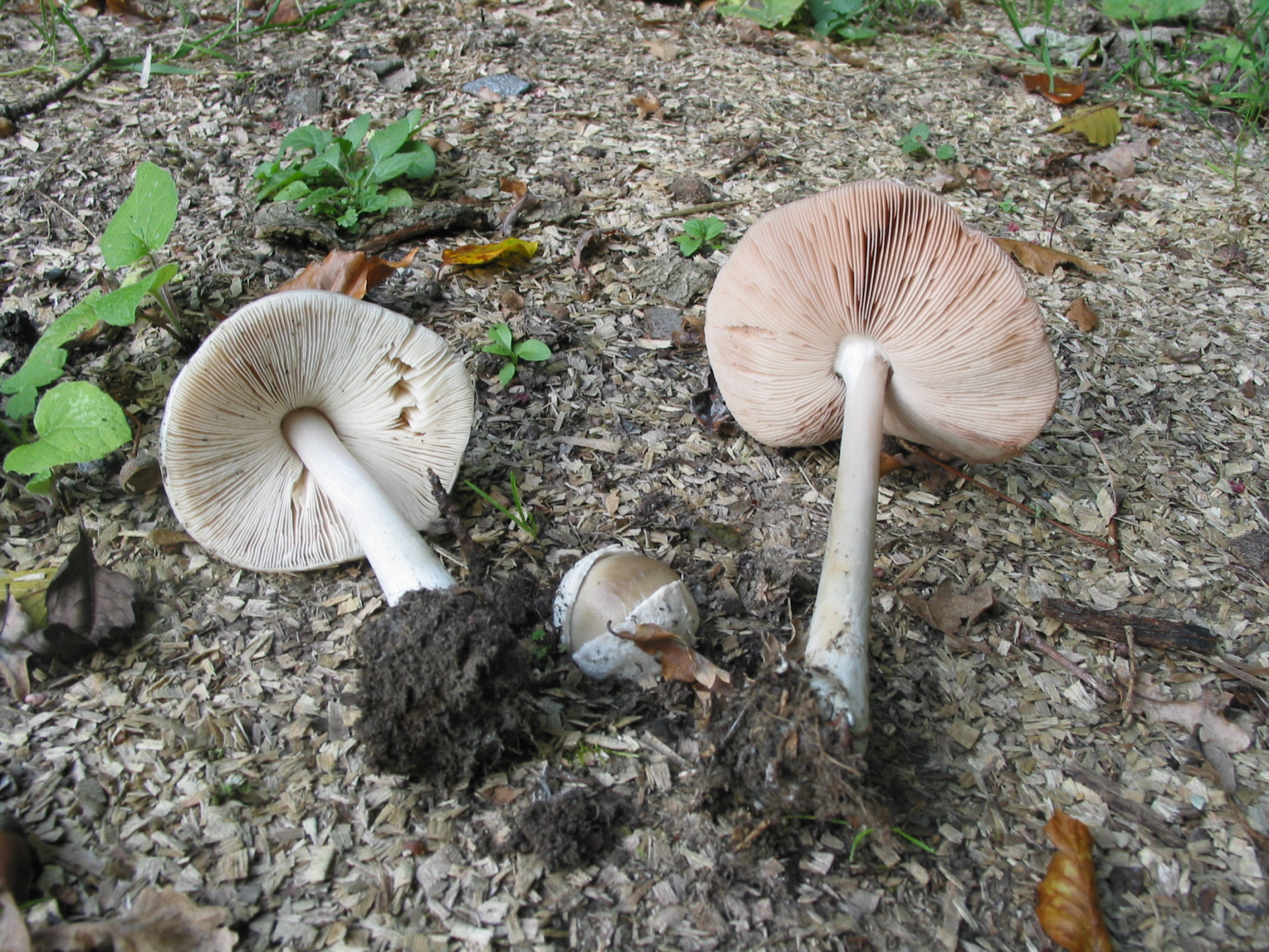
Espécimes nova e madura.

Os esporos são elipsoides e medem de 12 a 16 por 8 a 9,5 μm. Os basídios medem de 20 a 35 por 7 a 15 μm e geralmente têm quatro esporos, mas as vezes podem ocorrer basídios com dois esporos. Os pleurocistídios têm 60 a 90 por 20 a 50 μm com morfologia variável: em forma de taco, fusiforme, ovoide e, as vezes, com uma pequena papila apical. Os queilocistídios têm 55 a 100 por 15 a 40 μm com morfologia semelhante à dos pleurocistídios; eles cobrem completamente a borda da lamela. A pileipellis é uma ixocutis (hifas paralelas largas incorporadas em uma matriz gelatinosa). A estipitipellis (cutícula do estipe) é uma cutis (hifas paralelas não incorporadas em uma matriz gelatinosa). As vezes, há presença de caulocistídios (cistídios no estipe), medindo de 70 a 180 por 10 a 25 μm; em sua maioria, são cilíndricos. As fíbulas estão ausentes nas hifas.
|                                         |                 |                 |
| Esporos (as pequenas divisões têm 1 μm) | Pleurocistídios | Queilocistídios |

### Espécies semelhantes
As análises moleculares da região espaçadora interna transcrita separam claramente as quatro espécies atualmente reconhecidas no gênero Volvopluteus, mas a identificação morfológica pode ser mais difícil devido à variação morfológica que as vezes se sobrepõe entre as espécies. O tamanho dos basidiomas, a cor do píleo, o tamanho dos esporos, a presença ou ausência de cistídios e a morfologia dos cistídios são os caracteres mais importantes para a delimitação morfológica das espécies no gênero. A V. earlei tem basidiomas menores (píleo com menos de 5 cm de diâmetro), não tem pleurocistídios (geralmente) e os queilocistídios geralmente têm uma excrescência apical muito longa (crescimento). Em V. asiaticus, a maioria dos pleurocistídios tem uma excrescência apical de até 10-15 μm de comprimento e os queilocistídios são predominantemente lageniformes (em forma de frasco). A V. michiganensis tem esporos menores, em média com menos de 12,5 μm de comprimento. A Volvariella acystidiata, conhecida da África central (Zaire) e da Itália, lembra um pouco a Volvopluteus gloiocephalus. Ela pode ser distinguida desta última por seus basidiomas menores, com píleos de até 3 cm de diâmetro e, microscopicamente, pela ausência completa de queilo e pleurocistídios.

## Comestibilidade
O cogumelo Volvopluteus gloiocephalus é comestível, embora seja considerado aguado e de baixa qualidade. Já foi vendido em mercados em Perth, Austrália. Os basidiomas maduros, coletados em quantidade suficiente, podem ser usados para preparar sopas ou adicionados a pratos em que são usados cogumelos selvagens, como ensopados e caçarolas. É melhor usar os cogumelos frescos, pois eles não se conservam bem. Os espécimes jovens de Volvopluteus gloiocephalus têm lamelas brancas, portanto, é possível confundi-los com uma Amanita e vice-versa. Nos Estados Unidos, houve vários casos de imigrantes asiáticos que coletaram e comeram Amanita phalloides, sob a suposição equivocada de que eram Volvopluteus. Um estudo grego determinou a composição nutricional dos cogumelos: proteína 1,49 g/100 g de peso fresco, 18,36 g/100 g de peso seco; gordura 0,54 g/100 g de peso fresco, 6,65 g/100g de peso seco; carboidratos 5,33 g/100g de peso fresco, 65,64 g/100 g de peso seco.

## Habitat e distribuição

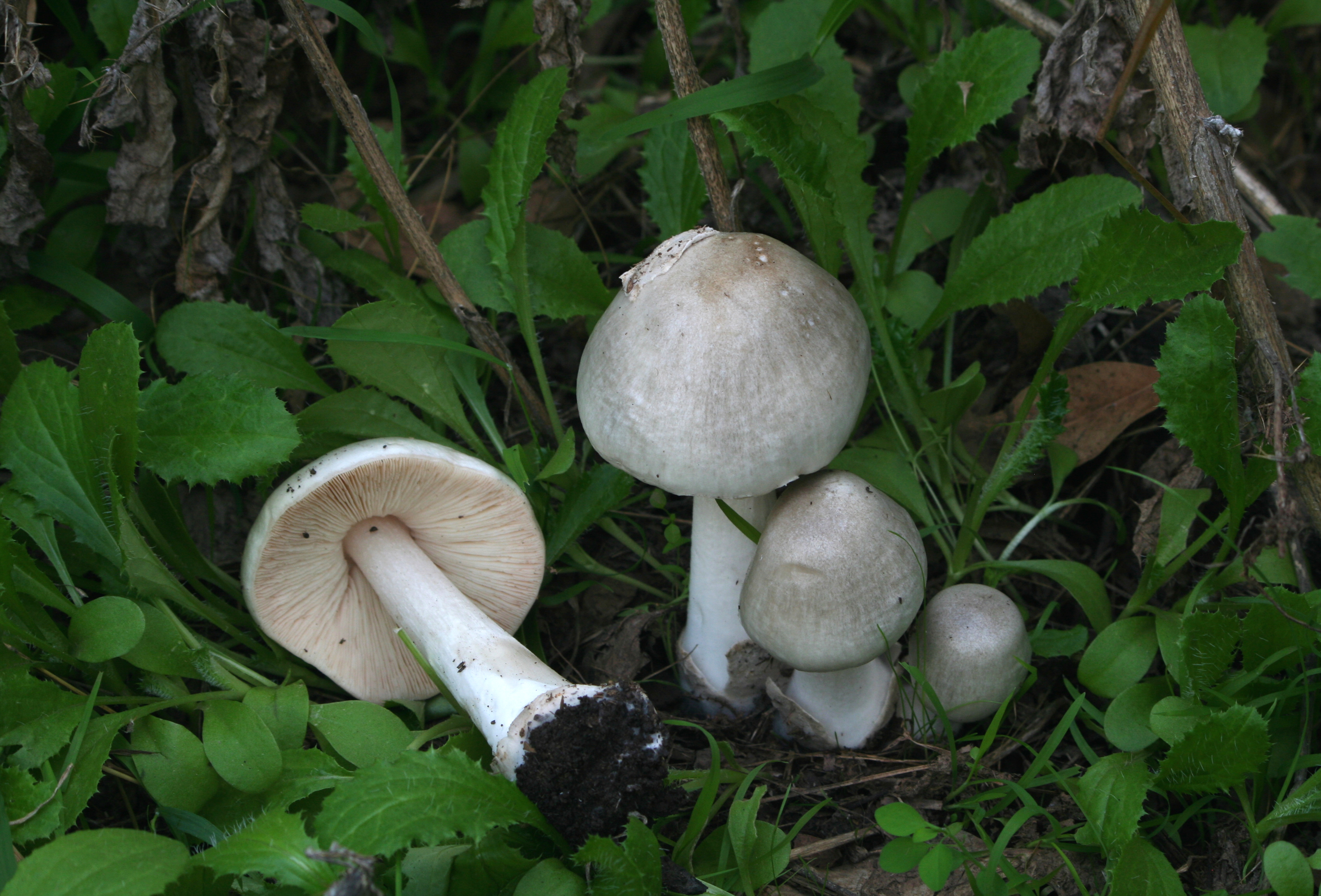
Volvopluteus gloiocephalus.

O Volvopluteus gloiocephalus é um cogumelo saprófito que cresce no solo de jardins, campos gramados, dentro e fora de áreas florestais e em acúmulos de matéria vegetal, como pilhas de composto ou lascas de madeira. Também foi relatada sua frutificação em estufas. Na China, ele cresce em moitas de bambu. Geralmente frutifica em grupos de vários basidiomas, mas também pode ser encontrado em crescimento solitário. Não é incomum que uma estação de frutificação "espetacular" seja seguida por vários anos sem o aparecimento do cogumelo.
Essa espécie foi relatada em todos os continentes, exceto na Antártica, geralmente com nomes como Volvariella gloiocephala ou Volvariella speciosa. Até o momento, os dados moleculares corroboraram sua ocorrência na Europa e na América do Norte, mas os registros de outros continentes ainda não foram confirmados.